# Martinet à collier blanc
Streptoprocne zonaris
Espèce
Synonymes
- Hirundo zonaris Shaw, 1796
(protonyme)

Statut de conservation UICN

 LC  : Préoccupation mineure
Le Martinet à collier blanc (Streptoprocne zonaris) est une espèce d'oiseaux de la famille des Apodidae.

## Description
Cet oiseau mesure environ 22 cm. Il possède un plumage noir avec un collier blanc (d'où son nom), une queue un peu encochée et ouverte en éventail en vol.

## Alimentation
Cet oiseau consomme des insectes capturés en vol.

## Nidification
Le Martinet à collier blanc niche dans des cavernes.

## Répartition et sous-espèces
Selon la classification de référence du Congrès ornithologique international (15.1, 2025) il se répartit en neuf sous-espèces (ordre phylogénique) :
- S. z. mexicana Ridgway, 1910 — du Mexique au sud du Bélize ;
- S. z. bouchellii Huber, 1923 — du Honduras au Panama ;
- S. z. pallidifrons (Hartert, 1896) — petites et grandes Antilles ;
- S. z. minor (Lawrence, 1882) — nord du Venezuela et Trinité ;
- S. z. albicincta (Cabanis, 1862) — sud du Venezuela et bouclier guyanais ;
- S. z. subtropicalis Parkes, 1994 — Colombie, ouest du Venezuela et Pérou ;
- S. z. altissima Chapman, 1914 — Colombie et Équateur ;
- S. z. kuenzeli Niethammer, 1953 — Bolivie et nord-ouest de l'Argentine ;
- S. z. zonaris (Shaw, 1796) — est de la Bolivie et du Paraguay, sud du Brésil et selva misionera (es) .